# Synagelides nuiba
Espèce
Synagelides nuiba est une espèce d'araignées aranéomorphes de la famille des Salticidae.

## Distribution
Cette espèce est endémique de la province de Lâm Đồng au Viêt Nam,. Elle se rencontre dans le parc national de Bidoup Núi Bà.

## Description
La carapace de la femelle holotype mesure 1,70 mm de long sur 1,15 mm et l'abdomen 1,88 mm de long sur 1,13 mm et la carapace du mâle paratype 1,33 mm de long sur 0,93 mm et l'abdomen 1,20 mm de long sur 0,80 mm.

## Systématique et taxinomie
Cette espèce a été décrite par Logunov en 2024.

## Étymologie
Son nom d'espèce lui a été donné en référence au lieu de sa découverte, le parc national de Bidoup Núi Bà.

## Publication originale
(juillet 2024).
- Logunov, 2024 : « Jumping spiders (Araneae: Salticidae) of the Bidoup–Nui Ba National Park, Lam Dong Province, Vietnam. » Arachnology, vol. 19, no 8, p. 1074-1099.